# Stor-Järptjärnen, Västerbotten
Stor-Järptjärnen är en sjö i Vindelns kommun i Västerbotten och ingår i Umeälvens huvudavrinningsområde. Sjön har en area på 0,138 kvadratkilometer och ligger 243,3 meter över havet. Sjön avvattnas av vattendraget Svarttjärnbäcken.

## Delavrinningsområde
Stor-Järptjärnen ingår i det delavrinningsområde (715576-166605) som SMHI kallar för Mynnar i Vindelälvens vattendragsyta. Medelhöjden är 250 meter över havet och ytan är 7,18 kvadratkilometer. Det finns inga avrinningsområden uppströms utan avrinningsområdet är högsta punkten. Svarttjärnbäcken som avvattnar avrinningsområdet har biflödesordning 3, vilket innebär att vattnet flödar genom totalt 3 vattendrag innan det når havet efter 128 kilometer. Avrinningsområdet består mestadels av skog (96 procent). Avrinningsområdet har 0,14 kvadratkilometer vattenytor vilket ger det en sjöprocent på 3,6 procent.